# Paul Otlet
Pour les articles homonymes, voir Otlet.
Paul Otlet, né le 23 août 1868 à Bruxelles et mort le 10 décembre 1944 dans la même ville, est un bibliographe, documentaliste, juriste, entrepreneur et auteur belge. Il a créé avec Henri La Fontaine la classification décimale universelle (CDU). Il est à l’origine de l'Office international de bibliographie, conservé au Mundaneum.
Paul Otlet était aussi socialiste et pacifiste, philanthrope et anticolonialiste. Il a eu pour ambition de permettre aux hommes de mieux se connaître, de ne plus avoir peur les uns des autres et de vivre en paix.
Il a fait construire à Bruxelles l'hôtel Otlet (1894-1898).

## Biographie

### Le bibliographe
Fils d'Édouard Otlet, Paul Otlet est connu pour ses travaux en matière de bibliographie. Souhaitant établir un réseau et une coopération internationale entre les bibliothèques et les bibliothécaires, il crée, avec Henri La Fontaine, en 1895 l’Office international de bibliographie et met en place un « répertoire bibliographique universel » (RBU), rassemblant tous les ouvrages publiés dans le monde, quels que soient le sujet et l'époque. Cet Office vise également à faire reconnaître la documentation comme discipline scientifique.
Pour faciliter l'accès du « plus grand nombre » à l'information, il crée en 1905 le système de « classification décimale universelle » (CDU), ainsi que le standard de 125 x 75 mm des fiches bibliographiques, toujours en vigueur dans les bibliothèques du monde entier. Il travaille aussi, avec La Fontaine, à l'établissement d'une Bibliographica sociologica, qui vise à répertorier l'ensemble des « faits » et des « écrits » concernant la société. En 1895, celle-ci comprend 400 000 notices.
Dès 1909, conscient des transformations du livre et de la nécessité d'inclure tous les supports dans une recherche bibliographique, il publie La Fonction et les transformations du livre.
En 1910, il met au point avec son collègue Robert Goldschmidt « la Bibliophoto », sorte de bibliothèque portable de microfiches.
Dans l’entre-deux-guerres, ses travaux de documentaliste prennent une tournure universaliste et mondialiste. Dans le cadre du projet de Palais Mondial-Mundaneum, visant à intégrer tous les savoirs du monde, Paul Otlet pressent la multiplication des supports, tous également porteurs de mémoire.

### L’idéaliste mondialiste
Paul Otlet est décrit comme « pacifiste et utopiste », œuvrant à une mondialisation des connaissances destinée à « conduire l’humanité vers le progrès et la paix ». C'est un philanthrope : « L’argent ne représente rien pour moi, note-t-il dans son journal. Je suis intéressé par l’universel, le bien de tous ».
Déjà en 1888, il publie une brochure témoignant de son anticolonialisme : L’Afrique aux Noirs. C’était alors les débuts de l'Empire colonial belge. Son intérêt pour l’Afrique se manifeste encore en 1921, quand il participe à l’organisation du second congrès panafricain.
À partir de 1913, il caresse le projet de construction d'une Cité mondiale, entièrement consacrée à la connaissance, en collaboration durant l'entre-deux-guerres avec Le Corbusier. Il envisage plusieurs endroits: Genève, Bruxelles, Anvers. Le projet ne verra jamais le jour.

### L’instigateur du Mundaneum

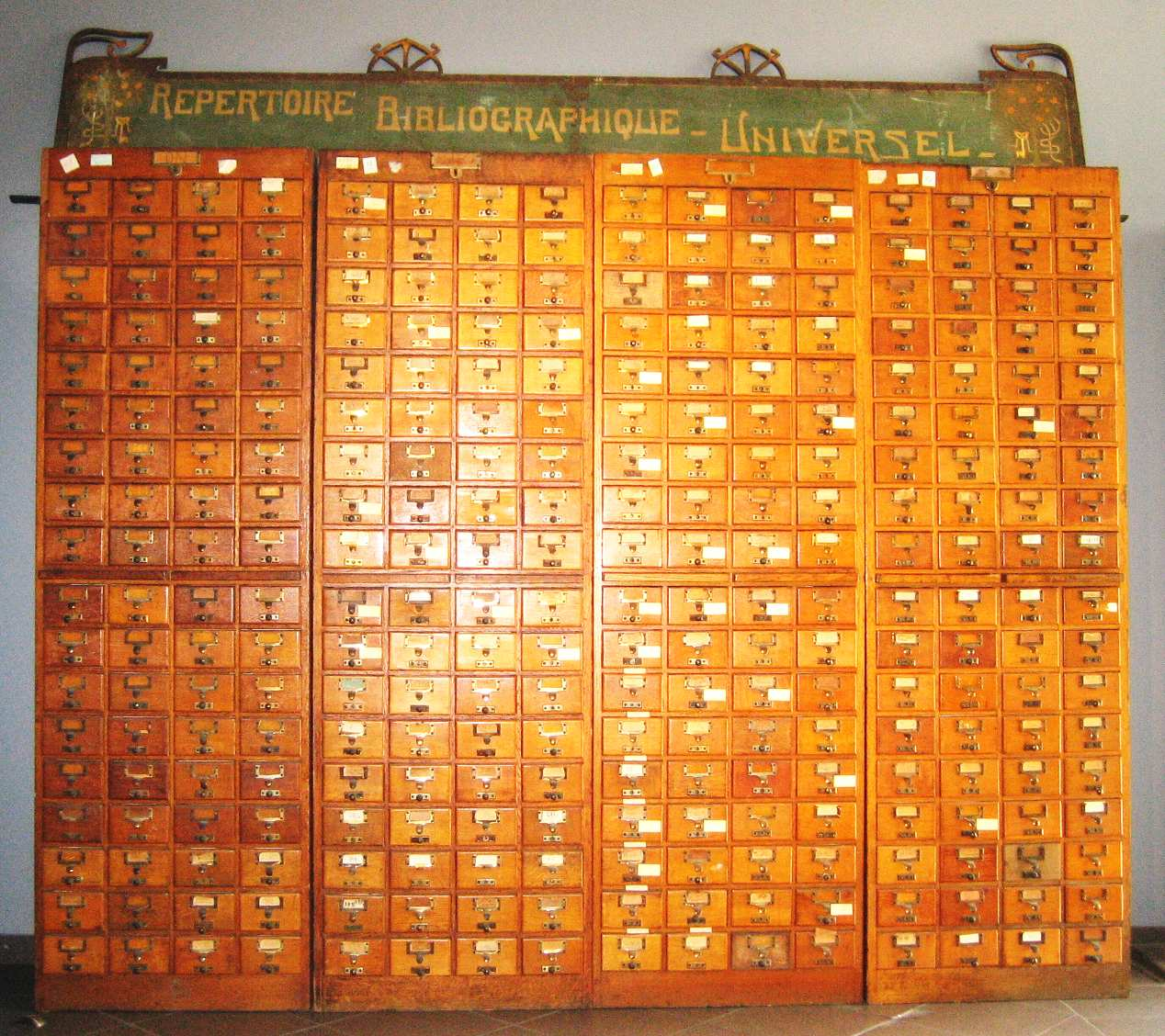
Tiroirs à fiches du Répertoire bibliographique universel, Mundaneum.

Son objectif est de réunir les peuples par une civilisation universelle, considérée métaphoriquement comme un « pont mondial » (1937). Il rejoint en cela les projets d'encyclopédie universelle élaborés à la même époque par H. G. Wells dans World Brain et par le philosophe et sociologue Otto Neurath.
Paul Otlet est l'instigateur du Palais Mondial-Mundaneum de Bruxelles, situé dans l'aile sud de ce qui est devenu ensuite le « Cinquantenaire ». Il regroupe dans ce bâtiment ses nombreuses réalisations visant à intégrer tous les savoirs du monde : musée de la Presse, musée du Livre, Archives encyclopédiques internationales, Répertoire bibliographique universel. Idéalement, on pouvait y trouver répertoriés tous les travaux publiés sur n'importe quel sujet. À son apogée, le Mundaneum ira jusqu'à rassembler 16 millions de fiches, « indexant tous les sujets allant de l'histoire des chiens de chasse à celle de la finance ! Un siècle plus tard, le journal français Le Monde surnommera leur projet d'indexation universelle « Le Google de papier » ». Il veut ainsi établir « l’image mouvante du monde, sa mémoire, son véritable double. »
Or, dès le début des années 1920, les projets du Palais Mondial sont freinés par le manque de moyens financiers et le soutien du gouvernement belge n'est plus acquis à Paul Otlet et Henri La Fontaine, qui se voient expulsés des locaux mis à disposition par celui-ci. Les archives du Mundaneum sont établies à Mons depuis 1993.

### Mort
Paul Otlet est mort à Bruxelles le 10 décembre 1944. Sa tombe se trouve au cimetière d'Etterbeek, dans la commune de Wezembeek-Oppem, avec pour épitaphe: « Il ne fut rien, sinon Mundanéen ».

## Travaux

### Préfiguration d'Internet

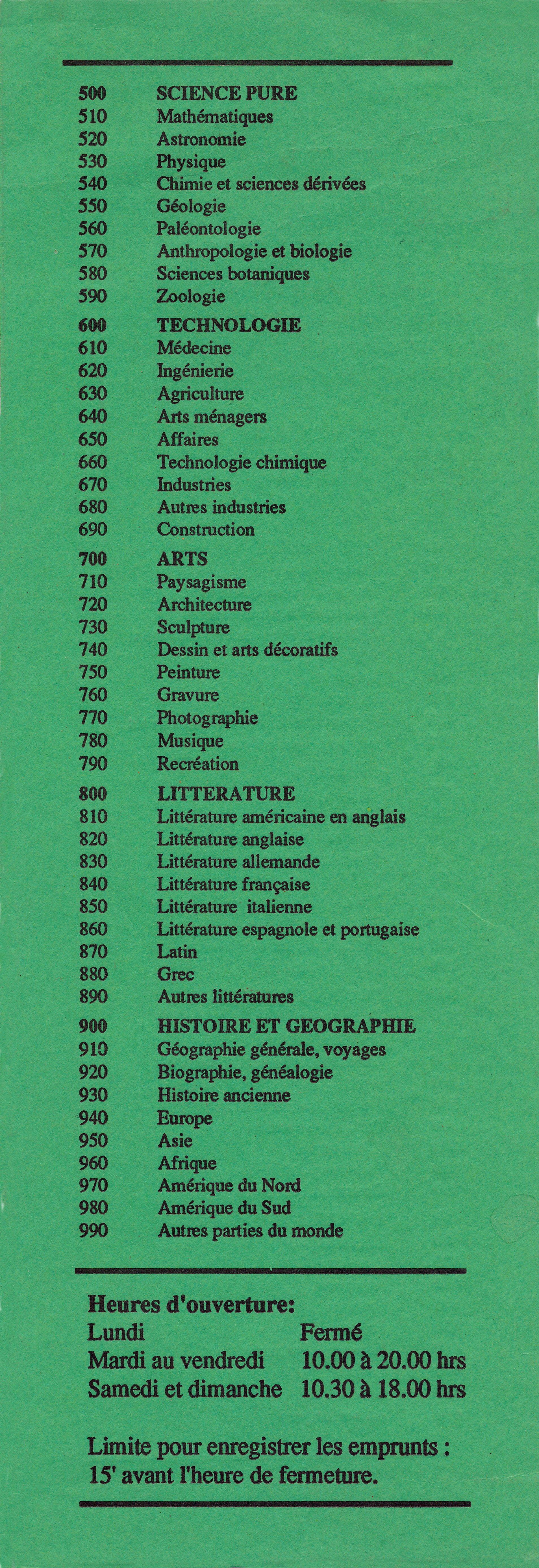
Fiche de bibliothèque comportant une partie de la classification décimale universelle créée par le bibliographe belge Paul Otlet et l’homme politique belge Henri-Marie La Fontaine (Prix Nobel de la paix).

Père de la documentation, Otlet eut aussi l’intuition d’internet : 
« On peut imaginer le télescope électrique, permettant de lire de chez soi des livres exposés dans la salle teleg des grandes bibliothèques, aux pages demandées d’avance. Ce sera le livre téléphoté. »
« Ici, la Table de Travail n’est plus chargée d’aucun livre. À leur place se dresse un écran et à portée un téléphone. Là-bas, au loin, dans un édifice immense, sont tous les livres et tous les renseignements, avec tout l'espace que requiert leur enregistrement et leur manutention, [...] De là, on fait apparaître sur l’écran la page à lire pour connaître la question posée par téléphone avec ou sans fil. Un écran serait double, quadruple ou décuple s'il s'agissait de multiplier les textes et les documents à confronter simultanément ; il y aurait un haut parleur si la vue devrait être aidée par une audition. Une telle hypothèse, un Wells certes l'aimerait. Utopie aujourd'hui parce qu'elle n'existe encore nulle part, mais elle pourrait bien devenir la réalité de demain pourvu que se perfectionnent encore nos méthodes et notre instrumentation. »
La mondothèque est une « station de travail à utiliser à domicile. Ce meuble était supposé contenir des travaux de référence, des catalogues, les prolongements multimédia de livres traditionnels tels les microfilms, la TV, la radio, et finalement une nouvelle forme d'encyclopédie : l’Encyclopedia Universalis Mundaneum. »
Le « réseau » qu'il décrit est reconnu par un nombre grandissant de chercheurs comme une préfiguration d'Internet. L'une des tâches essentielles des travailleurs intellectuels était à ses yeux de réaliser « une Encyclopédie universelle et perpétuelle », ayant pour collaborateurs « tous les savants de tous les temps et de tous les pays ».
Paul Otlet s'intéresse vivement au rapport de l'homme à la technique et il établit une logique d'usage et de réappropriation dans laquelle la technique est un dépassement contrôlé. Pour lui, « perfectionner le livre c'est perfectionner l'humanité ».
En 2012, le World Science Festival accrédite la thèse que l’idée d’un accès universel aux connaissances par échange de données est née dans son Traité de documentation, paru en 1934, plus de dix ans avant l'article capital de Vannevar Bush et près de trente ans avant les travaux de Vinton Cerf sur le système de routage des données.
La pensée de Paul Otlet se caractérise également par son approche socialiste et internationaliste du vaste réseau d’informations qu'il a en tête. Il souhaite que ce système soit la propriété collective des nations mise au service de l’humanité, et contrôlée par une organisation internationale publique à but non lucratif. Il rêve d'un nouvel ordre international fondé sur la raison et le progrès, nécessitant pour l’humanité de dépasser le capitalisme et les rivalités entre les pays.

### LeTraité de documentation

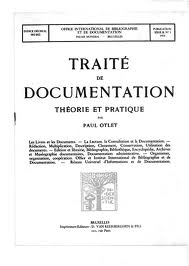
Page de couverture du Traité de documentation.

Paul Otlet est l'auteur du Traité de documentation publié en 1934.
Le Traité de documentation ou Le Livre sur le livre est l'ouvrage qui a théorisé et fondé la documentation. Paul Otlet invente la « documentologie ». Le Traité se présente comme « la synthèse de sa pensée en matière de bibliographie, de documentation et d’organisation de la connaissance. Il y évoque notamment de nouvelles techniques permettant la diffusion de la connaissance comme les systèmes de vidéoconférence, livre téléphoté... ». Le livre téléphoté est l'idée d'un livre qu'on peut lire à distance.

### Monde: Essai d'universalisme
Monde, publié en 1935, est un ouvrage dans lequel Otlet présente sa philosophie et son ontologie, qui s'appuient sur les sciences et les savoirs de son temps.

Le Monde est défini ainsi par Paul Otlet : 
« Le terme le plus large qui soit, synonyme de Tout. La Nature, l’Homme, la Société, la Divinité, c’est le Monde. En ce terme, vu le besoin d’une expression qui totalise, la définition conventionnelle comprend forcément et la Création et le Créateur. Il faut, en sujet général, traiter du Monde. Car plus qu’aucun autre, sans en avoir cependant l’exclusive, notre temps est placé devant une compréhension singulièrement large de ce qui existe. Il y constate l’interdépendance à un extrême degré, ses répercussions, ses incidences. »
Otlet ajoute que « tout se meut : par suite tout change et rien ne demeure constamment stable ».

## Œuvres
- Paul Otlet, L'Afrique aux Noirs, Bruxelles, Ferdinand Larcier, 1888  ([PDF] lire en ligne).
- Paul Otlet, Essai sur la théorie bibliographique, 1892.Son premier essai sur les sciences de l'information et de la documentation.
- Paul Otlet, La Fonction et les transformations du livre, Paris, Publication du Musée du livre, 1909.
- Paul Otlet, L'Île du Levant, Bruxelles, Guyot, 1882.Brochure à la suite de son voyage en 1880 sur l'île du Levant achetée par son père Édouard Otlet.
- Paul Otlet, Manuel de la bibliothèque publique, Bruxelles, Institut international de bibliographie, 1930, 171 p. (lire en ligne).
- Paul Otlet, Monde, essai d'universalisme : Connaissance du monde, sentiment du monde, action organisée et plan du monde, Bruxelles, Mundaneum, 1935 (lire sur Wikisource).
- Paul Otlet, Traité de documentation : Le Livre sur le livre, Paris, Mundaneum, 1934 (lire sur Wikisource), Réédition en fac-similé, Bruxelles, Les Impressions Nouvelles, 2015.
- Paul Otlet, La Fin de la guerre : Traité de paix général, Bruxelles, 1914, UIA, 1986.

## Hommages
Un film sur Paul Otlet a été réalisé en 2002 par Françoise Levie et a obtenu un prix à Athènes.
L’illustrateur belge François Schuiten crée en 2015 une série de sérigraphies et d’estampes en hommage à Paul Otlet. François Schuiten signe aussi la couverture de la réédition du Traité de documentation : Le Livre sur le livre en 2015 (Les Impressions Nouvelles).
En 2015, l’entreprise américaine Google crée un site consacré au Mondaneum, présentant trois expositions en ligne. [lire en ligne]
L'Université fédérale de Toulouse-Midi-Pyrénées a commandé à Denis Parade un tableau en hommage à Paul Otlet : l’œuvre d’1 m2 est livrée en décembre 2020.

### Filmographie
- 2002 : L'homme qui voulait classer le Monde, de Françoise Levie, coproduction Pierre Levie pour Sofidoc, Memento Production, etc. ; DigiBeta, 60 min, documentaire) Prix du meilleur film scientifique, Vila-Real (Portugal) 2003. Prix Spécial du 1st International Science Film Festival, Athènes 2006.